# Jean Casimir-Perier
Jean Paul Pierre Casimir-Perier (sinh ngày 8 tháng 11 năm 1847 - mất ngày 11 tháng 3 năm 1907) là một nhà chính trị Pháp. Ông là đảng viên Đảng Cánh tả. Ông là tổng thống Đệ tam Cộng hòa Pháp từ ngày 27 tháng 6 năm 1894 đến 16 tháng 1 năm 1895, khi ông từ chức khi chưa hết nhiệm kỳ tổng thống. Ông sinh ra ở Paris, là con trai của Auguste Casimir-Perier và cháu nội của Casimir Pierre Perier, thủ tướng của Louis Philippe. Ông xuất hiện trước công chúng với tư cách là thư ký của bố mình - Bộ trưởng Nội vụ Pháp dưới thời tổng thống Thiers.